# 570-579
De jaren 570-579 (van de christelijke jaartelling) zijn een decennium in de 6e eeuw.

## Belangrijke gebeurtenissen
- 572 : Beleg van Pavia. Na drie jaar veroveren de Longobarden de stad en maken het de hoofdstad van het Longobardische Rijk, bestaande uit vrijwel geheel het noorden van Italië en de gebieden in de Apennijnen, die later de hertogdommen Spoleto en Benevento zullen worden. Rome, Ravenna en Napels blijven in Byzantijnse handen. Dit is het begin van een lange periode waarin het land gedeeld wordt door Byzantijnen en Longobarden.
- 572 : Een conflict tussen de Byzantijnse keizer Justinus II en de Ghassanidische koning Al-Moendhir III ibn al-Harith leidt tot de Byzantijns-Sassanidische oorlog (572-591).
- 574 : Keizer Justinus lijdt aan vlagen van waanzin. Keizerin Sophia en Tiberius II Constantijn worden co-regent.
- 578 : Keizer Justinus sterft en wordt opgevolgd door Tiberius.
- 579 : De Sassanidische koning Khusro I wordt opgevolgd door zijn oudste zoon Hormazd IV.

## Heersers

### Europa
- Beieren: Garibald I (ca. 548-595)
- Byzantijnse Rijk: Justinus II (565-578), Tiberius I Constantijn (578-582)
- Engeland en Wales
  - Bernicia: Æthelric (568-572), Theodric (572-579), Frithuwald (579-585)
  - Deira: Aelle (559-589)
  - Essex: Æscwine (ca. 527-587)
  - Gwynedd: Rhun ap Maelgwn (ca. 547-580)
  - Kent: Eormenric (540-590)
  - Mercia: Cynewald (566-584)
  - Wessex: Ceawlin (560-592)
- Franken:
  - Neustrië: Chilperic I (Soissons, 561-584)
  - Austrasië: Sigibert I (561-575), Childebert II (575-595)
  - Bourgondië: Gontram (561-592)
- Longobarden: Alboin (565-572), Cleph (572-574)
  - Benevento: Zotto (571-591)
  - Spoleto: Faroald I (571-592)
- Sueben: Theodemar (559-570), Miro (570-583)
- Visigoten: Leovigild (567-586)
  - Septimanië: Liuva I (567-572)

### Azië
- Chalukya (India): Kirtivarman I (566-597)
- China
  - Noordelijke Qi: Gao Wei (565-577), Gao Heng (577)
  - Noordelijke Zhou: Zhou Wudi (561-578), Zhou Xuandi (578-579), Zhou Jingdi (579-581)
  - Westelijke Liang: Liang Xiaomingdi (562-585)
  - Chen: Chen Xuandi (569-582)
- Göktürken
  - Oostelijk deel: Mukan Khan (553-572), Taspar (572-581)
  - Westelijk deel: Istämi (557-575), Tardu (575-602)
- Iberië: Bakoer III (547-580)
- Japan: Kimmei (539-571), Bidatsu (572-585)
- Korea
  - Koguryo: Pyongwon (559-590)
  - Paekche: Wideok (554-598)
  - Silla: Jinheung (540-576), Jinji (576-579), Jinpyeong (579-632)
- Perzië (Sassaniden): Khusro I (531-579), Hormazd IV (579-590)
- Vietnam (Vroegere Ly-dynastie): Trieu Viet Vuong (549-571), Ly Nam De II (571-602)

### Religie
- paus: Johannes III (561-574), Benedictus I (575-579), Pelagius II (579-590)
- patriarch van Alexandrië (Grieks): Johannes IV (569-579)
- patriarch van Alexandrië (Koptisch): Damianus (569-605)
- patriarch van Antiochië (Grieks): Anastasius I (561-571), Georgius I (571-594)
- patriarch van Antiochië (Syrisch): Paulus II (550-575)
- patriarch van Constantinopel: Johannes III Scholasticus (565-577), Eutychius (577-582)
- patriarch van Jeruzalem: Macarius II (564-575), Johannes IV (575-594)

<< · 570 · 571 · 572 · 573 · 574 · 575 · 576 · 577 · 578 · 579 · >>
<< · 500-509 · 510-519 · 520-529 · 530-539 · 540-549 · 550-559 · 560-569 · 570-579 · 580-589 · 590-599 · >>